# Parco nazionale Tyresta
Il parco nazionale Tyresta  è un parco nazionale della Svezia, nella contea di Stoccolma. È stato istituito nel 1993 e occupa una superficie di 2000 ha. Attorno al parco nazionale sono sorte altre riserve naturali, sicché l'area protetta totale ammonta a 47 km².